# Lei Adolfo Gordo
A Lei Adolfo Gordo (Decreto nº 1641/1907) foi uma lei de repressão aos movimentos operários de São Paulo no início do século XX. Propunha, entre outras medidas, a expulsão de estrangeiros envolvidos em greves. Foi proposta pelo senador paulista Adolfo Gordo e aprovada no ano de 1907. Ao abrigo desta, foram expulsos 132 estrangeiros no primeiro ano, número bastante elevado quando se considera que entre 1908 e 1921 houve 556 expulsões, de acordo com o historiador Claudio Batalha, no livro O Movimento Operário na Primeira República. A lei visava especialmente reprimir militantes anarquistas e anarcossindicalistas.
A lei teve muitos desdobramentos ao logo das três décadas primeiras do século XX. Em 1907,  foi uma lei que reprimia movimentos operários no Estado de São Paulo no início do século XX. Sua proposta tinha medidas como  a expulsão de estrangeiros envolvidos em greves, além da limitação de ações dentro do território nacional. A proposta foi desenvolvida, apresentada e defendida pelo deputado e mais tarde senador paulista Adolfo Gordo.  Depois, em 1919, surgiu como a Lei de Acidentes no Trabalho, esta que, resumidamente, garantia indenização para trabalhadores, operários ou aprendizes, em caso de danos em serviços que fizessem uso de máquinas.
Em outro momento, no ano de 1923, agora como senador, Gordo voltou aos holofotes do cenário nacional com outra lei, também apelidada de Lei Adolfo Gordo, mas neste momento dando atenção à imprensa. Seu objetivo foi censurá-la e, por conta disso, ganhou a alcunha de "lei infame" no meio jornalístico. De certo modo, teve também contribuições de Azevedo Marques, até então ministro do Exterior à época.
Três traços unem todas os projetos que levaram o nome do político: defesa dos interesses econômicos, governabilidade e manutenção da paz social.

## Contexto da época
Neste período, no começo dos anos 1910, o movimento operário no Brasil se intensificava. A partir da vitória comunista na Revolução Russa (1905) e a relação deste acontecimento com a chegada de imigrantes europeus no Brasil, grupos operários viram nessa situação a chance de dar fim à exploração capitalista no trabalho. Um grande greve também aconteceu, no ano de 1917, quando 70 mil trabalhadores de São Paulo ficaram parados por uma semana. A pedida era por melhores salários e condições de trabalho dignas. No final, um acordo garantiu um acréscimo de 20% em seus pagamentos.
Mesmo assim, a movimentação da classe foi fracassada. Nos anos 1920, a repressão, inclusive no âmbito legislativo, se tornou cada vez maior. Dentre os motivos do governo para incindir na luta operária, foi apontado que o movimento era artificialmente controlado por estrangeiros, líderes radicais que iludiam os trabalhadores brasileiros. Com esse ponto, entra a Lei de Expulsão dos Estrangeiros (1921), propondo a deportação sumária das pessoas envolvidas com organizações que simbolizassem desordem e, portanto, estivessem dentro das ações operárias.
Logo, o anarquismo se tornou pauta presente nas grandes cidades do Brasil. Num contexto de decisões oligárquicas, ou seja, que privilegiavam o patronado, a ideia de supressão a isso com, por exemplo, diminuição da jornada de trabalho, era vista com bons olhos pelos trabalhadores das duas primeiras décadas dos anos XX.
Além desta, outra corrente que se definiu no país foi o comunismo, com a fundação do PCB (Partido Comunista Brasileiro).

## Antecedentes
Existe a influência da Revolução Russa (1905) neste aspecto, mas a linha maior era o anarcossindicalismo. Mesmo com a luta contra as influências anarquistas aflorarem na década de 1920 após as modificações na Lei de Expulsão dos Estrangeiros, a aversão contra o movimento e a filosofia destes já habitavam a fala de Adolfo Gordo. No momento de defender a lei que levou seu nome, a primeira, de 1907, o senador citou o anarquista como "perigoso, um profissional do crime e vem ao nosso país com planos sinistros".
Ele continua: "Nos primeiros tempos emprega a sua atividade em estudar a nossa língua e as nossas instituições, em conhecer o nosso país e em formar relações... Pois não é manifesto que a sua ação pode ser muito mais nefasta, muito mais perigosa depois desse trabalho preliminar, do que quando recém-chegado?! (Apoiados)". Neste trecho, o político fala exclusivamente do movimento como sendo algo estrangeiro, fazendo jus também a repressão de possíveis líderes sindicais que foram expulsos do país pelo motivo de criarem "desordem" no país.
Em outra passagem, Adolfo Gordo cita a deportação e fala de direito do Estado, classificando-o como "faculdade de obrigar o estrangeiro, julgado perigoso, a ausentar-se do território nacional, independentemente de processo e condenação judiciária".

## As Leis e Adolfo Gordo

### Lei de Expulsão de Estrangeiros
Com o final da escravidão no Brasil, os fazendeiros cafeicultores de São Paulo viram a necessidade de buscar um novo tipo de mão-de-obra, chegando assim aos estrangeiros. Incentivando o fluxo migratório, o governo do Estado recebeu os imigrantes, redirecionando-os para o meio rural - alguns nas cidades. Com o surgimento de atritos entre o patrão e o trabalhador vindo de fora do país, as desavenças trouxeram ideias anarquistas e socialistas à tona pelos próprios internacionais, tendo em vista a condição de trabalho da época.
Com o tempo, a classe se tornou indesejada pelos empregadores. Dessa forma, a ideia de expulsão surgiu em 1894, com o projeto nº 109-B, que foi aprovado pela Câmara dos Deputados mas não pelo Senado. O mesmo caminho se deu no projeto nº 317-A, em 1902. Após as negativas, em 1906 o assunto retornou à agenda e sim foi aprovado e sancionado pelo presidente da República. A principal da preocupação do governo era que estrangeiros "ameaçassem" a nação, conforme é visto no texto da lei.
Vale ressaltar que Adolfo Gordo não era a favor dos artigos 3º e 4º. Seu argumento é que o estrangeiro que morasse no país há dois anos, por exemplo, poderia ser até mais perigoso que um recém-chegado. Com relação aos casados com brasileira e filhos no país, tinha em sua opinião que a expulsão não tinha relação com os familiares, já que teriam a opção de acompanhar ou não o estrangeiro.
Inicialmente criada para repressão à trabalhadores rurais, seu uso se efetivou muito mais no âmbito urbano, quando a greve de 1917 mobilizou 70 mil operários na cidade de São Paulo em prol de melhores condições na indústria. Em 1919, o assunto foi novamente discutido e assim um novo projeto surgiu. A mudança desta vez ocorreu na regulamentação de condições igualmente para a entrada dos estrangeiros. Ficou conhecida como a segunda Lei Adolfo Gordo.

### Lei de Acidentes no Trabalho
Nesta fase, já na função de Senador, Adolfo Gordo contou com a ajuda do Departamento Estadual do Trabalho de Estado de São Paulo e apresentou a iniciativa ao Senado Federal no dia 25 de julho de 1915. Durante sua tramitação, foi combatida pelo Centro Industrial do Brasil, na Câmara dos Deputados. Depois de aprovado, em 1918, fez parte do Decreto nº 3.274 de 15 de janeiro de 1919, regulando as propostas.
Até então, a doutrina que vigorava no âmbito de trabalho era da culpabilidade. Ela falava da "culpa-provada" ou "presumida", assumindo que a vitima do acidente deveria recorrer na Justiça para que algo fosse comprovado contra seu patrão, o que em razão da condição de vida dos trabalhadores, contribuía para a impunidade.
Com a mudança, o senador homônimo ao nome da lei trazia a doutrina do "risco profissional". Assim, era aceito que ao dono da indústria seria conferido a responsabilidade de providenciar indenização às vítimas, no caso de acidentes no curso do trabalho. Assim, isso deveria entrar nas despesas gerais da indústria. A contemplação das mudanças englobaria operários e aprendizes que obteriam reparação por acidentes em trabalhos nas máquinas.
Alguns requisitos eram essenciais para reparação. O acidente deveria ter acontecido no trabalho e em consequência do trabalho (1); o patrão tinha que empregar mais de cinco trabalhadores, com exceção de serviços perigosos (2). Além disso, as consequências que se enquadravam nas normas a serem obedecidas eram: morte, incapacidade permanente e incapacidade parcial temporária. A partir dessas definições, as pensões seriam definidas.
O pagamento poderia ser feito diretamente por fundo de garantia "insequestrável"; seguro; individual ou coletivamente; companhia de seguros autorizadas ou sindicato de garantia. Nos dois últimos casos, não acontecia nenhum desconto do salário dos trabalhadores.
Por fim, sua tramitação no Senado foi rápida. Com todo o embargo por parte do empresariado, votações adiadas e reviravoltas nas discussões, a lei foi lançada com as alterações exigidas pela classe descontente, o que correspondia à forma de pagamento das pensões e socorros médicos e farmacêuticos. Estas, dessa forma, seriam pagas no local do estabelecimento onde aconteceu o inesperado. A participação do patrão nos processos de cuidado médicos e farmacêuticos não foi institucionalizada.

### Lei de Imprensa
Conhecida como "lei infame" para alguns da imprensa da época, a Lei de Imprensa, Decreto nº 4.743 de 31 de outubro de 1923, foi elaborada como um projeto com poucos artigos, mas que dividiu opiniões entre os jornalistas. Eram as pedidas: proibição do anonimato em quaisquer seções e permitindo a publicação deste tipo somente em notícias, anúncios, avisos, propaganda, editais e eventos do mesmo gênero; direito de resposta instituído e com processo mais dinâmico e confiável, garantindo este processo ao requerente. Azevedo Marques, até então ministro do Exterior do país, também contribui com algumas disposições elaboradas e apoiados pela banca paulista.
Os jornais do "Jornal do Comércio" (RJ), "O Dia" (SP) e "A Folha da Noite" (SP) foram totalmente contra e críticos a lei. Alguns adjetivos dados ao projeto por essas empresas foi "desastre", "monstruoso", "infeliz" e "famigerado". Na visão deles, esta era uma tentativa do senador e do governo de adaptar o Brasil à legislação francesa, sem considerar que o país tinha uma dinâmica destoante. Além disso, acusavam-no de "atentar contra a liberdade da imprensa", se referindo ao fim do anonimato. Outras análises levavam em consideração que a ideia da lei era coibir a imprensa operária, em razão dos movimentos anarquistas de 1917 e 1919.
Em contraponto, veículos como "A Imprensa" (SP), "Gazeta de Notícias" (RJ), "O País" (RJ) e "A Platéia" (SP), viam a medida como uma prevenção aos "excessos" dos periódicos, dizendo que estes que fossem responsáveis não temiam a iniciativa. Com essa mesma opinião, A Folha (RJ), "A Tribuna" (RJ) e "Jornal do Comércio" (SP) achavam necessária a ação, mas viam a discussão como inoportuna pelo país estar em estado de sítio.
Associações como Liga Nacionalista e Instituto dos Advogados do Rio de Janeiro e São Paulo foram oposição, sendo que o último citado chegou a elaborar um contraprojeto (RJ). São Paulo discordava de alguns pontos.
A lei recebeu sanção presidencial e se adquiriu efetivamente este título após sofre algumas modificações durante sua tramitação. Levou assim, o nome de Lei Adolfo Gordo.

### Adolfo Gordo
Adolfo Afonso da Silva Gordo é natural de Piracicaba, foi bacharel em Direito pela Faculdade São Francisco, ex-deputado federal e ex-senador da República. Foi eleito governador do Rio Grande do Norte durante o governo provisório após a Proclamação da República.
Exerceu seu mandato de 6 de dezembro de 1889 até 8 de fevereiro de 1890. Representou São Paulo na Constituinte instalada em 15 de novembro de 1890, que mais tarde resultaria na Constituição de 1891.

## Sugestões de leitura
- BATALHA, Claudio. O Movimento Operário na Primeira República. Rio de Janeiro: Jorge Zahar Editor, 2000.
- ZAMORANO BLANCO, Víctor. Inmigración, exclusión y experiencia urbana: el caso de los españoles en Río de Janeiro (1880-1930), em SÁNCHEZ GÓMEZ (coord.), y SANTOS PÉREZ, José Manuel(coord.)em De urbe indiana, Salamanca, Ediciones: Universidad de Salamanca, 2010
- DULLES, John W. Foster. "Anarquistas e Comunistas no Brasil 1900-1935".  ed. Nova Fronteira, 1977